# Susan Haack
Susan Haack, född 1945, är en amerikansk teoretisk filosof och professor i filosofi och juridik vid University of Miami i Florida.  Hon har givit bidrag till språkfilosofi, kunskapsteori och metafysik. 
För filosofistudenter är hon känd för läroboken Philosophy of Logics (1978). 
Hennes mest kända bidrag till kunskapsteorin är begreppet foundherentism. Väl känd är hon också för att argumentera för vetenskap och förnuft i ett antal mer populära böcker, till exempel Manifesto of a Passionate Moderate: Unfashionable Essays (1998).